# Балагурово (Грязовецкий район)
Балагурово — деревня в Грязовецком районе Вологодской области на реке Кундола.
Входит в состав Юровского муниципального образования, с точки зрения административно-территориального деления — в Минькинский сельсовет.
Расстояние до районного центра Грязовца по автодороге — 36,5 км, до центра муниципального образования Юрово по прямой — 9 км. Ближайшие населённые пункты — Талица, Питеримка, Бокотово.
По переписи 2002 года население — 4 человека.